# Pierre Crom
Pierre Crom is een Frans fotograaf.

## Loopbaan
Crom werd geboren in Frankrijk. In 1987 verhuisde hij naar Nederland, waar hij in Den Haag aan de Koninklijke Academie van Beeldende Kunsten studeerde. Hij is sinds 2000 werkzaam als freelance fotojournalist, onder meer in Afrika en het Midden-Oosten.
In januari 2015 won hij de Zilveren Camera, een prijs die jaarlijks wordt uitgereikt voor de beste nieuwsfoto, met een serie foto's die hij had gemaakt van de crashsite van Malaysia Airlines-vlucht 17 (MH17) op 17 juli 2014. Hij was in Oekraïne op het moment dat het vliegtuig neerstortte en enkele uren later was hij als een van de eersten op de crashsite. Hij deed verslag voor programma's als Nieuwsuur. In de weken na de ramp en bij terugkeer naar het gebied in oktober 2014 maakte hij foto's voor ANP en hield hij voor het NRC Handelsblad een dagboek bij.